# 김정미 (역사가)
김정미(金靜美, 1949년~)는 대한민국의 역사가이다. 일본 오사카부에서 태어난 재일 조선인이며, 한국민중사와 부락해방운동에 관한 주제에 대해 주로 연구하고 있다.